# Dama de companhia

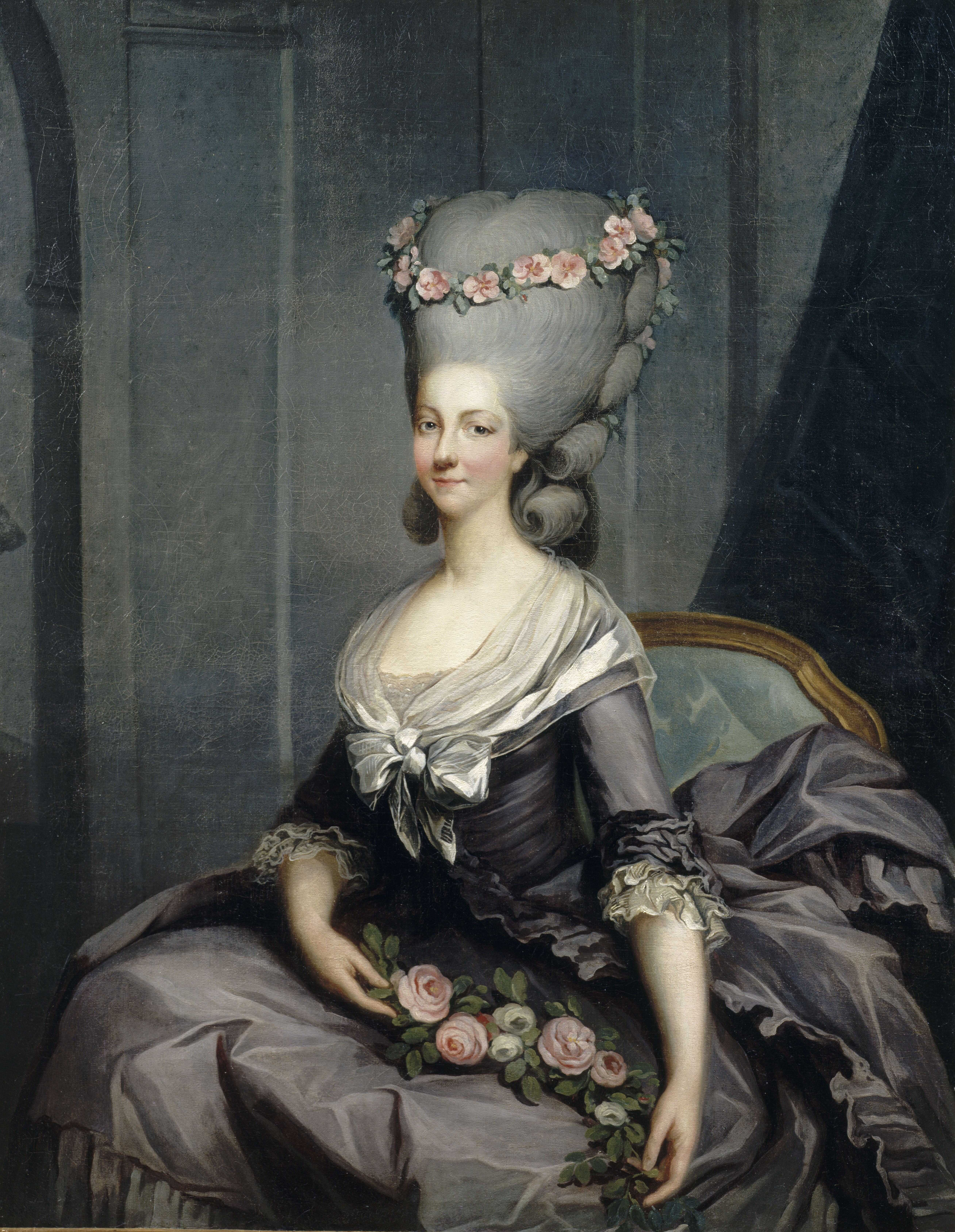
Maria Luísa, Princesa de Lamballe foi dama-de-honra da rainha Maria Antonieta da França

Dama de companhia ou aia é uma assistente pessoal em uma corte, real ou feudal, auxiliando uma rainha, uma princesa ou um alto nobre. Historicamente, na Europa, uma dama de companhia muitas vezes era uma nobre de uma família altamente notável na sociedade, entretanto, era de categoria inferior à mulher na qual fazia companhia. Embora ela poderia ou não ter recebido ressarcimento pelo serviço prestado, foi considerada mais uma companheira do que um servo.
Dama de companhia é muitas vezes um termo genérico para as mulheres cuja relação, título, posto e funções oficiais variadas, embora tais distinções foram muitas vezes definidas pelo honorário. Uma mulher real pode ou não ser livre para escolher suas damas, e mesmo quando tem essa liberdade de suas escolhas têm sido historicamente limitada pelo soberano, seus pais, seu marido ou ministros do soberano.

## Lista de damas de companhia famosas
- Maria Bolena, irmã de Ana Bolena;
- Sarah Jennings, esposa do 1.° Duque de Marlborough;
- Murasaki Shikibu, escritora;
- Agnès Sorel
- Maria Luísa, Princesa de Lamballe
- Yolande Martine Gabrielle de Polastron
- Futuras esposas de Henrique VIII de Inglaterra:
  - Ana Bolena
  - Joana Seymour
  - Catarina Howard
  - Catarina Parr
- Joana Bolena, Viscondessa de Rochford
- Lettice Knollys
- Ruth Burke Roche, Baronesa Fermoy
- Sofia, Duquesa de Hohenberg
- Julia von Hauke